# Jack Hiluta
Jack Hiluta (28 mei  1989) is een Engelse golfer. Hij studeerde aan de University of South Alabama en speelde collegegolf.
Na het winnen van het Spaans amateurkampioenschap in maart 2012 steeg hij naar de 81ste plaats op de wereldranglijst.

## Gewonnen
- 2010: Memphis Intercollegiate (individueel)
- 2011: Mobile Bay Intercollegiate
- 2012: Spaans amateurkampioenschap golf